# Архів Коша Запорозької Січі
Архів Коша Запорозької Січі — у широкому розумінні це увесь комплекс документів центральних і місцевих органів влади Запорозької Січі за весь період її існування (XVI—XVIII століття). З багатьох причин чимало документів не збереглися, насамперед періоду так званої Старої Січі. Частина документів, переважно дипломатичне листування, міститься в архівосховищах різних країн — Росії, Польщі, Туреччини, Швеції. У вузькому значенні мається на увазі добре збережений комплекс джерел, утворений внаслідок діяльності Коша Нової Запорозької Січі і особливо військової канцелярії Війська Запорозького низового.
Після ліквідації Запорозької Січі (1775) архів конфісковано. Частину документів вивезено до Санкт-Петербурга, де вони, за деякими даними, і нині зберігаються (невідомо, в якій саме архівній установі), решту — до фортеці святої Єлизавети (нині Кропивницький), пізніше до Катеринослава (нині м. Дніпро), а в 40-х роках XIX століття — до Одеси. Тут його вперше використав Аполлон Скальковський, а після його смерті й інші дослідники дістали доступ до цього зібрання. Були видрукувані окремі документи. 1931 цю частину архіву перевезено до Харкова, потім до Златоуста, врешті (з 1944) вона склала фонд 229 ЦДІА України у Києві (365 справ, які охоплюють 1713—1776 і дещо раніший час). У радянський період здійснено кілька спроб видати цей корпус документів, але через заборони вдалося видрукувати лише опис фонду (1931). Тільки в наші дні почала здійснюватися суцільна публікація справ фонду 229.
Фонд 229 — це насамперед внутрішня документація Коша Запорозької Січі: універсали, накази, листи, статистичні матеріали, тобто переписи населення та майна, реєстри збитків, заподіяних пошестями чи ординськими наскоками тощо. Чимало джерел стосуються листування Коша з Гетьманщиною, є документи, що вийшли з-під пера керівників Гетьманщини (гетьманів Івана Мазепи, Пилипа Орлика, Данила Апостола, Кирила Розумовського, полковників, генеральної старшини). Документи не лише українського, а й російського (імператорські укази і грамоти, накази й розпорядження, ордери командування російських військ, Сенату, Синоду), польського, турецького й кримськотатарського походження.
Матеріали фонду 229 дають змогу всебічно висвітлити історію Нової Січі, її устрій, функціонування органів влади, особливості її військового ладу і військового мистецтва, принципи комплектування Війська Запорозького, біографії багатьох запорожців, особливо старшин. За ними можна також простежити процес заселення й освоєння запорожцями півдня України, заснування ними хуторів, сіл та міст, будівництво православних храмів. Вони проливають світло на динаміку зростання чисельності міст і сіл, походження топонімів, систему господарювання на землях Запорозької Січі, розвиток хліборобства, скотарства, ремесел, торгівлі, лісокористування, природоохоронні заходи Коша. Є чимало даних про участь запорожців у національно-визвольних рухах українського народу, насамперед — гайдамацькому русі, про боротьбу Коша проти колоніальної політики Російської імперії, втечі кріпаків на Запорозьку Січ тощо. Дуже багато джерел стосується прикордонних конфліктів, взаємовідносин із сусідніми державами, дипломатичних зносин, діяльності розвідки і особливо ролі запорожців у російсько-турецькій війні 1735—1739 та російсько-турецькій війні 1768—1774. Матеріали є надзвичайно цінним джерелом не тільки з історії Запорозької Січі й України в цілому, а також Росії, Польщі, Кримського ханства, Молдови, Туреччини, всієї Східної та Південно-Східної Європи.

## Видання
- Гайдамацький рух на Україні у XVIII ст. К., 1971;
- Архів Коша Нової Запорозької Січі: Опис справ 1713-1776 рр. [Архівовано 19 серпня 2014 у Wayback Machine.] К., 1994;
- Архів Коша Нової Запорозької Січі. 1734-1775. Корпус документів. Том 1 [Архівовано 19 серпня 2014 у Wayback Machine.]. — Київ, 1998. — 696 с.
- Архів Коша Нової Запорозької Січі. 1734-1775. Корпус документів. Том 2 [Архівовано 19 серпня 2014 у Wayback Machine.]. — Київ, 2000. — 752 с.
- Архів Коша Нової Запорозької Січі. 1734-1775. Корпус документів. Том 3 [Архівовано 19 серпня 2014 у Wayback Machine.]. — Київ, 2003. — 952 с.
- Архів Коша Нової Запорозької Січі. 1734-1775. Корпус документів. Том 4 [Архівовано 29 листопада 2014 у Wayback Machine.]. — Київ, 2006. — 888 с.
- Архів Коша Нової Запорозької Січі. 1734-1775. Корпус документів. Том 5 [Архівовано 20 листопада 2014 у Wayback Machine.]. — Київ, 2008. — 528 с.